# LOVE & PEACE (吉井和哉の曲)
「LOVE & PEACE」（ラヴ・アンド・ピース）は、日本のミュージシャン・吉井和哉の11枚目のシングル。2011年2月16日にEMIミュージック・ジャパンから発売された。

## 概要
前作から約2年ぶりとなるシングル。アルバム『The Apples』の先行シングルとして発売された。
発売前のライブ「YOSHII JO-HALL 2010」、「YOSHII BUDOKAN 2010」において「LOVE & PEACE」と「リバティーン」は既に披露されていた。なおPV監督は、井上哲央が手掛けている。

## 収録曲
（全作詞・作曲・編曲：吉井和哉）
1. LOVE & PEACE [4:39]
『JAPAN COUNTDOWN』2011年1月期エンディングテーマ
映画『カウントダウンZERO』日本公開版エンディング・テーマ
2. リバティーン [3:13]
吉井が同名の映画に影響されて制作された[1]。
3. 星のブルース [3:50]

## 収録アルバム
- The Apples (#1)
- 18 (#1)
- SUPERNOVACATION (#2、#3)

## 参加ミュージシャン
- 全演奏 - 吉井和哉
- オルガン、ピアノ - 鶴谷崇 （#3）